# .dz
.dz és l'actual domini de primer nivell territorial (ccTLD) d'Algèria. L'administra el Network Internet Center (NIC). DZ, un departament de CERIST (Centre de Recherche sur l'Information Scientifique et Technique, centre de recerca sobre la informació científica i tècnica). Per sol·licitar un nom de domini .dz, cal ser una organització que tingui presència permanent a Algèria, i triar un nom de tres lletres o més. Actualment, el NIC.DZ cobra 1000 dinars l'any (uns 14 dòlars.
El codi de país DZ ve de Dzayer, que és el nom local d'Algèria.

## Dominis de segon nivell
Es poden registrar noms directament al segon nivell, o al tercer sota aquests noms:
- .com.dz: empreses comercials
- .org.dz: organitzacions
- .net.dz: ISPs
- .gov.dz: govern
- .edu.dz: establiments acadèmics o científics
- .asso.dz: associacions
- .pol.dz: institucions polítiques
- .art.dz: cultura i arts

## Segon domini de primer nivell
Hi haurà un segon domini de primer nivell per a Algèria, per noms en la llengua del país amb caràcters àrabs. S'ha reservat i aprovat la cadena الجزائر. amb aquesta finalitat, però l'abril de 2011 encara no estava activa, i no s'havien donat dominis d'altres nivells.